# Opius copaxis
Opius copaxis är en stekelart som beskrevs av Fischer 1983. Opius copaxis ingår i släktet Opius och familjen bracksteklar. Inga underarter finns listade i Catalogue of Life.